# كيكيرتارسواك
كيكيرتارسواك (بالدنماركية: Godhavn)‏ هي مستوطنة، ومدينة، وبلدية، في جرينلاند، تقع في قيقرتليك، بلغ عدد سكانها 847 نسمة وذلك حسب إحصائيات سنة 2016، رمزها البريدي هو 3953.

## مدن توأم
المدن التوأم:
- Húsavík [الإنجليزية]‏.

## أعلام
- راسموس ليردورف